# Ulica Pawia w Warszawie
Ulica Pawia – ulica warszawskiego osiedla Muranów, położona na terenie dzielnic Śródmieście i Wola.

## Opis
Ulica jest dawną drogą narolną. Jako ulicę wymieniono ją po raz pierwszy i nadano nazwę Pawia w 1770. Należy ona do kategorii nazw „ptasich”, które nadano w tym samym czasie także m.in. ulicom Gęsiej, Orlej i Kaczej. 
Ulica początkowo nie dochodziła do ul. Smoczej, dopiero w latach 1775–1776 doprowadzono ją do okopów Lubomirskiego. W końcu XVIII wieku przy ulicy znajdowało się 32 drewnianych domów i dworków z ogrodami.
Od nazwy ulicy pochodzi zwyczajowa nazwa więzienia Pawiak, wzniesionego przy ulicy w latach 1830–1835. W 1864 ulica została wybrukowana. W zbudowanych tam kamienicach mieszkała głównie ludność żydowska.
Zabudowa ulicy ucierpiała w czasie obrony Warszawy we wrześniu 1939. W listopadzie 1940 ulica w całości znalazła się w obrębie getta. Jej zabudowa została zniszczona w 1943 i 1944. 
Uchwałą Rady Narodowej m.st. Warszawy z dnia 25 marca 1959 nadano nazwę ulica Pawia ulicy biegnącej po trasie przedwojennej ul. Pawiej na odcinku od ul. Ludwika Zamenhofa do ul. Smoczej. W związku z budową osiedla Muranów zlikwidowano fragment ulicy między ulicami Karmelicką i Smoczą i obecnie składa się ona z dwóch odcinków.
Przy wschodniej części ulicy znajduje się pomnik przyrody – aleja bożodrzewów gruczołowatych.

## Ważniejsze obiekty
- Muzeum Więzienia Pawiak
- Ogród Sprawiedliwych w Warszawie

## W kulturze masowej
Ulica i jeden z jej mieszkańców, biedny żydowski krawiec Izaak Gutkind, zostali upamiętnieni w wierszu Władysława Broniewskiego Księżyc ulicy Pawiej.